# Monasterio Shartoma de San Nicolás
El monasterio Shartoma de San Nicolás (Николо-Шартомский монастырь, Monasterio Nikolo-Shartomsky ) es un monasterio ortodoxo ruso en el pueblo de Vvedenyo cerca de Shuya en la región rusa de Ivanovo . Toma su nombre del pequeño río Shartoma (o Shakhma). Es el mayor monasterio de la región.
El monasterio se conoce desde mediados del siglo XV. Fue saqueado por los polacos en 1619 y asolado por los bandidos en 1624. Las obras del katholikon (iglesia principal) de cinco cúpulas que sobrevivió comenzaron tras un incendio en 1645. En ese momento, el monasterio fue trasladado a su ubicación actual, cerca de la confluencia de los ríos Molokhta y Teza. La nueva ubicación era tan ventajosa para el comercio que cerca del monasterio surgió una feria anual que atraía a comerciantes de toda la región de Zalesye y del Alto Volga. La segunda iglesia que se conserva fue terminada y consagrada en 1678.
Antes de la reforma de secularización de Catalina II, el monasterio de Shartoma contaba con una extensa red de 9 monasterios filiales. Como consecuencia de la reforma, el monasterio entró en un periodo de decadencia, que se acentuó tras la supresión de la feria de Nicolás. Los bolcheviques cerraron el monasterio y cedieron los edificios a una granja colectiva local. Fue uno de los primeros monasterios revividos en la Unión Soviética, ya en 1990. Los edificios en ruinas fueron reparados por más de 100 monjes residentes.
El monasterio de Shartoma es uno de los más grandes de la Federación Rusa en términos de monjes residentes. Es la sede de la eparquía de Shuya desde su creación en 2013. Tiene iglesias filiales en Ivanovo, Shuya, Yuryevets y Palekh. También gestiona un orfanato para niños en Ivánovo.